# FC Augsburg
FC Augsburg (s polnim imenom Fußball-Club Augsburg 1907 e. V.) je nemški prvoligaški nogometni klub s sedežem v bavarskem mestu Augsburg, ki je bil ustanovljen 8. avgusta 1907. Klub je z 25.000 člani najpomembnejši klub švabske Bavarske. 15.julija 1969 sta se nogometna kluba Bc Augsburg in Tsv Schwaben Augsburg združila in ustanovila nov klub z imenom Fußball-Club Augsburg. Potem ko je v sedemdesetih letih dvajsetega stoletja zaslovel zaradi zvezdnika svetovnega kova Helmuta Hallerja ter prvič zaigral v 2. nemški Bundesligi, se je leta 2006 spet uvrstil v drugoligaško tekmovanje, v sezoni 2011/2012 pa je debitiral med samo nemško elito pod vodstvom nizozemskega stratega Josa Luhukaya.

## Zgodovina kluba

### Začetki
V današnji augsburgški četrti Siebenbrunn, pri igrišču Waldspielplatz,ki je bilo zgrajeno leta 1897, se je prvič v Augsburgu pojavilo nogometno igrišče.MTV 1899 Augsburg,ki se je prvič soočal s tem novim športom pri bavarskemu gimnastičnemu prazniku v Landshutu leta 1901(MTV je tule igral prijateljsko tekmo), je tamle igral že proti slovitima nasprotnikoma, kakršna sta bila Wacker Monachia München in 1.FC Nürnberg. Na te tekme, kjer so izkazovali svojo ljubezen do nogometa, so zahajali tudi poznejši ustanovitelji FCA-ja. Leta 1902 je zaradi službe dospel Anglež Reginald Voice v Augsburg, pomagal je augsburgškim nogometašem pri učenju oz. širjenju nogometnih pravil ter združil vse nogometaše v MTV, kjer je sam igral v obrambi.Leta 1903 v Nürnbergu so igralci iz glavnega mesta švabske Bavarske premagali z 2:0 igralce Mtv-ja iz Münchena, ta je bila postava Siebenbrunncev:(2-3-5)Seybold; Wölfle, Straub; Krebs, Voice, Dummler; Peroni, Dalmler, Lange, Vockeroth, Oeder.

### Od 1907 do 1920
8.avgusta 1907 je bil ustanovljen klub, pod imenom Fußball-Klub Alemannia Augsburg z okrog 30 člani. Moštvo je upravljal Fritz Käferlein, klubski lokal pa še ni obstajal.
Prvi dresi so bili sestavljeni iz črnih hlačk in belih majic, kopačk pa takrat še ni bilo. Prvo tekmo so odigrali proti mestnemu tekmecu Turnvereinu.